# Alexandre Llovet
Alexandre Llovet (sinh 26 tháng 11 năm 1997), là một cầu thủ bóng đá Pháp, thi đấu cho Primera Divisió câu lạc bộ FC Lusitanos ở Andorra ở vị trí tiền đạo.

## Sự nghiệp chuyên nghiệp
Llovet ra mắt chuyên nghiệp cho Montpellier trong trận hòa 1-1 tại Ligue 1 với Toulouse FC ngày 30 tháng 11 năm 2016.